# José Jabardo Zaragoza
José Jabardo Zaragoza (Azuqueca de Henares, Guadalajara, Castella la Manxa, 3 de febrer de 1915 – Benidorm, 12 d'abril de 1984) va ser un ciclista espanyol que fou professional entre 1941 i 1942.
En el seu palmarès destaca una victòria d'etapa a la Volta a Espanya de 1942, cursa que havia finalitzat en tercera posició de la classificació general l'any anterior.

## Palmarès
- 1941
  - 2nr de la classificació general de la Volta a Navarra
- 1942
  - Vencedor d'una etapa de la Volta a Espanya

### Resultats a la Volta a Espanya
- 1941. 3r de la classificació general
- 1942. 6è de la classificació general. Vencedor d'una etapa